# KIT SC Engineers
Die KIT SC Engineers (bis August 2013 Karlsruhe Engineers) sind eine American-Football-Mannschaft aus Karlsruhe. Das im Jahr 1990 gegründete Team war ursprünglich nur für Studenten der Karlsruher Hochschulen zugänglich und gehört damit zu den ältesten Hochschul-Football-Teams Deutschlands. Heute sind die Engineers als Teil eines eingetragenen Vereins auch für Nicht-Studenten zugänglich und nehmen aktiv am deutschen Ligabetrieb teil. Damit sind sie eine der wenigen Mannschaften in Deutschland, die nach dem Vorbild des amerikanischen College Football-Systems spielen.
Aktuell sind die Engineers in der Regionalliga Baden-Württemberg aktiv.

## Geschichte

### Karlsruhe Engineers
Die Karlsruhe Engineers wurden 1990 als American-Football-Team für die Studenten der Karlsruher Hochschulen gegründet. Zur gleichen Zeit wurde außerdem der Verein zur Förderung des American Football an der Universität Karlsruhe e. V. gegründet, mit dem die Mannschaft seitdem in enger Zusammenarbeit steht. Als reines Hochschulteam waren die Engineers in den ersten Jahren nach ihrer Gründung nicht dazu berechtigt, am regulären deutschen Ligabetrieb teilzunehmen, weswegen man in den ersten Jahren fast ausschließlich in unregelmäßig stattfindenden Freundschaftsspielen Erfahrungen sammelte.
Ab 1992 nahmen die Engineers dann jährlich an den Deutschen Hochschulmeisterschaften im American Football teil. 1995 fand das Turnier erstmals in Karlsruhe statt, 1996 gab es dann in Konstanz den ersten Sieg für die Engineers. 1997 nahm die Mannschaft ein erstes Mal am regulären deutschen Ligabetrieb teil und beendete die Saison auf Platz 3 der Landesliga Baden-Württemberg. 1999 konnte der Titel des Deutschen Hochschulmeisters ein zweites Mal gewonnen werden, dieses Mal vor heimischem Publikum in Karlsruhe.
Im Jahr 2009 gingen die Engineers eine Kooperation mit den Badener Greifs, einem American Football Team aus Eggenstein-Leopoldshafen, ein. Diese Kooperation bot den Spielern der Engineers die Möglichkeit, neben den deutsche Hochschulmeisterschaften nun auch im regulären Ligabetrieb spielen zu können. Die Greifs auf der anderen Seite profitierten von der zusätzlichen Mannschaftsstärke und dem großen spielerischen Potential, welches die Engineers einbringen konnten. Diese Kooperation verlief so erfolgreich, dass die Greifs 2010 sogar in die GFL 2 aufsteigen konnten. Gleichzeitig konnten die Engineers von 2009 bis 2011 dreimal in Folge die deutschen Hochschulmeisterschaften gewinnen.
Ab 2010 legten die Engineers einen besonderen Wert auf die Nachwuchsförderung über den Hochschulsport am Karlsruher Institut für Technologie (KIT). Zu Beginn jedes Semesters wurde ein Probetraining veranstaltet, das als Einstieg in einen wöchentlich stattfindenden Anfängerkurs diente, um den Studenten einen möglichst leichten Einstieg in die Sportart zu ermöglichen.

### Eingliederung in den KIT SC
Nachdem 2013 in Karlsruhe zum sechsten Mal die Deutschen Hochschulmeisterschaften gewonnen werden konnten, was die Engineers zum Rekordtitelträger machte, wurde im Juni 2013 die Kooperation mit den Badener Greifs beendet. Die Engineers schlossen sich in der Folge dem KIT SC, dem Sportverein am Karlsruher Institut für Technologie (KIT) an. Dieser Schritt bot für die Mannschaft den entscheidenden Vorteil, als Teil eines eingetragenen Sportvereins nun auch als eigene Mannschaft am regulären Spielbetrieb teilnehmen zu dürfen. Weiterhin stellte sich der KIT SC als junger, dynamischer und hochschulnaher Verein als optimaler Partner für die Engineers dar. Eine weitere Veränderung ergab sich dabei auch im Mannschaftsgefüge, da ab diesem Zeitpunkt nicht mehr ausschließlich Studenten und Mitarbeiter der Karlsruhe Hochschulen Mitglied werden konnten. Trotzdem blieb das Team auch in der Folgezeit stark studentisch geprägt.
Erster Headcoach der KIT SC Engineers wurde Quarterback Felix Bleimund. Als neu gegründeter Verein mussten die Engineers in ihrem ersten Jahr in der untersten Liga, der Bezirksliga Baden-Württemberg, starten. Wegen des großen Kaders und der Zweitliga-Erfahrung vieler Spieler konnten in der ersten Saison alle acht Spiele mit meist großem Vorsprung gewonnen werden, womit der Aufstieg in die Landesliga Baden-Württemberg gelang. Außerdem konnten erneut die Deutschen Hochschulmeisterschaften in Paderborn gewonnen werden.
2015 entwickelte sich zu einem ähnlich erfolgreichen Jahr für die Engineers. Nachdem ein Großteil des Kaders gehalten werden konnte, überzeugte die Mannschaft auch in der Landesliga-Baden-Württemberg und konnte sich am letzten Spieltag nach elf Siegen und einer Niederlage den Aufstieg sichern. Der entscheidende Sieg entwickelte sich zu einer Machtdemonstration, da man den direkten Aufstiegskonkurrenten, die Neckar Hammers, auf deren Platz mit 42:0 schlagen konnte. Auch in diesem Jahr gelang es den Engineers, ihren Titel als deutscher Hochschulmeister beim Turnier in Hamburg zu verteidigen.
2016 traten die Engineers in der Oberliga Baden-Württemberg an. Nachdem Felix Bleimund Karlsruhe aus beruflichen Gründen verlassen musste, wurde Falco Böllhoff als neuer Headcoach vorgestellt. Böllhoff hatte zuvor bereits mit Bleimund die Defensive des Teams koordiniert und war neben seiner Trainertätigkeit auch weiterhin als Spieler aktiv. Die Engineers konnten die Saison nach zehn Siegen und zwei Niederlagen erneut als Tabellenerster beenden, womit der Mannschaft der direkte Aufstieg in die Regionalliga Baden-Württemberg gelang. Auch im Hochschulsport konnten die Engineers ihre Vormachtstellung bestätigen, als ihnen bei den adh-Open American Football in Mannheim der vierte Sieg in Folge und der neunte Sieg insgesamt gelang.
Auch 2017 entwickelte sich wieder zu einem erfolgreichen Jahr für die Mannschaft. Als Aufsteiger in der Regionalliga Südwest konnte man die Saison auf dem dritten Platz abschließen. In den zehn Spielen in der Liga gab es insgesamt sieben Siege zu feiern.
In der Saison 2018 standen die Engineers am Ende der Hinrunde auf dem ersten Tabellenplatz. Am neunten Spieltag mussten sie sich zu Hause den Biberach Beavers mit 24:43 geschlagen geben, wodurch die Beavers die Tabellenführung übernahmen. Die Engineers beendeten die Saison auf dem zweiten Rang mit einer 8:4-Bilanz.
Zuvor hatten im April nach einjähriger Pause bereits die adh-Open American Football in Karlsruhe stattgefunden. Hierbei konnten sich die Engineers erneut gegen ihre Gäste aus Hamburg und Paderborn an zwei Turniertagen durchsetzen, wodurch der Titel des deutschen Hochschulmeisters zum fünften Mal in Folge und zum zehnten Mal insgesamt an die Karlsruher ging.
Nach dem Aufstieg der Biberach Beavers in die GFL 2 gingen die Engineers gemeinsam mit den im Jahr zuvor abgestiegenen Albershausen Crusaders 
als Favoriten auf die Meisterschaft in die Saison 2019. Auch aus der Mannschaft heraus wurde die Meisterschaft als klares Saisonziel kommuniziert. Diese Ambitionen erhielten bereits am ersten Spieltag einen Dämpfer, als die Engineers sich ohne ihren verletzten Starting-Quarterback Jonas Lohmann in Albershausen geschlagen geben mussten. Am Ende der Saison standen eine eher enttäuschende Bilanz mit sechs Siegen, einem Unterschieden und fünf Niederlagen sowie einem Tabellenplatz im Mittelfeld zu Buche. 

## Nachwuchsförderung
Seit 2010 wurde bei den Engineers großer Wert auf die Nachwuchsförderung gelegt. Inzwischen bietet die Mannschaft über den Karlsruher Hochschulsport sowohl ein Anfängertraining, als auch ein Training für Fortgeschrittene an. Im Anfängertraining wir den Studenten der American Football in seinen Grundzügen näher gebracht, wobei noch komplett ohne Ausrüstung trainiert wird. Das Training für Fortgeschrittene bietet dann zum ersten Mal die Möglichkeit, auch mit Vollkontakt zu spielen.
Weiteren Zulauf erhalten die Engineers durch ihr Jugendprogramm. Seit der 2013 besitzt des Team eine U19- und eine U17-Jugendmannschaft, die jeweils 2014–2016 erfolgreich am regulären Spielbetrieb teilnehmen konnten. Seit 2015 existiert außerdem eine Flag-Football-Mannschaft, in der Kinder von 9–14 Jahren die kontaktarme Variante des American Football gespielt werden kann. Im Frühjahr 2016 fand in Karlsruhe ein erstes Turnier statt, zu dem Mannschaften aus Weinheim, Tübingen und Ostalb anreisten.

## Erfolge

### Liga
- 2014: Aufstieg in die Landesliga Baden-Württemberg
- 2015: Aufstieg in die Oberliga Baden-Württemberg
- 2016: Aufstieg in die Regionalliga Südwest

### Deutscher Hochschulmeister
Mit insgesamt zehn Meisterschaften Rekordtitelträger:
1996, 1999, 2009–2011, 2013–2016, 2018